# فردریک بک
فردریک بک (به انگلیسی: Frédéric Back)، (۸ آوریل ۱۹۲۴ – December 24, 2013) هنرمند کانادایی و کارگردان فیلمهای کوتاه پویانمایی بود. وی در طول مدت طولانی فعالیت در رادیو کانادا، برای فیلم Crac در سال ۱۹۸۱ و فیلم ۱۹۸۷ مردی که درختان را کاشت، نامزد چهار جایزه اسکار، برنده دو جایزه شد.
بک در ۲۴ دسامبر ۲۰۱۳ بر اثر سرطان در مونترال درگذشت.